# Khronos Group
Khronos Group — промисловий консорціум, метою якого є створення відкритих стандартів інтерфейсів програмування (API) в області створення і відтворення динамічної графіки і звуку на широкому спектрі платформ і пристроїв, з підтримкою апаратного прискорення. У консорціум входять понад 100 компаній.
Всі учасники Kronos можуть робити свій внесок у розробку специфікацій API, мають право голосу на різних стадіях до офіційної публікації, а також отримують можливість прискорити постачання своїх інноваційних платформ і застосунків завдяки ранньому доступу до чернеток специфікацій і тестів відповідності.
31 липня 2006 року на SIGGRAPH було анонсовано, що контроль за специфікацією OpenGL буде переданий Khronos Group. У серпні 2008 Khronos Group опублікував специфікацію OpenGL 3.0.

## Стандарти
- OpenGL, API комп'ютерної 3D графіки  [Архівовано 26 лютого 2011 у Wayback Machine.].
- OpenGL ES, версія стандарту OpenGL для мобільних телефонів, портативних ігрових консолей і інших переносних пристроїв  [Архівовано 13 травня 2008 у Wayback Machine.].
- OpenML, API для «захоплення, передачі, обробки, відображення і синхронізації цифрової мультимедіа» .
- OpenVG, API для апаратного прискорення обробки 2D векторної графіки  [Архівовано 11 травня 2008 у Wayback Machine.].
- OpenMAX, API, що забезпечує доступ до мультимедійних кодеків  [Архівовано 5 травня 2011 у Wayback Machine.].
- OpenSL ES, API для роботи зі звуком, оптимізоване для мобільних пристроїв  [Архівовано 5 лютого 2016 у Wayback Machine.].
- OpenXR.
- glTF, файловий формат для 3Д сцен та моделей у 3Д просторі.
- NNEF, формат для обміну данним у штучних нейронних мережах.
- COLLADA, заснований на XML файловий формат для передачі 3D моделей між різними застосунками  [Архівовано 11 серпня 2008 у Wayback Machine.].
- OpenKODE, стандарт мобільної платформи (включає в себе інші API),  [Архівовано 9 травня 2008 у Wayback Machine.].
- OpenCL, стандарт для паралельних обчислень на різних апаратних платформах
- WebCL
- WebGL
- SPIR
- SYCL
- OpenVX, API для вирішення задач комп'ютерного зору

## Учасники
В 2006 до робочої групи OpenGL входили:
- AMD/ATI
- Apple Inc.
- ARM Holdings
- Creative Labs
- Ericsson
- Google
- Id Software
- Intel Corporation
- Motorola
- Mozilla
- Nokia
- Nvidia
- Oracle/Sun Microsystems
- Samsung Electronics
- Sony Computer Entertainment
- Texas Instruments

На сайті Khronos Group розташовані списки її засновників [Архівовано 7 січня 2014 у Wayback Machine.], учасників [Архівовано 7 січня 2014 у Wayback Machine.] і академічних членів [Архівовано 7 січня 2014 у Wayback Machine.].

## Типи учасників
- Організатори(англ. Promoter): Повноцінна робоча група, з правами голосу щодо стандартів та керівницства групи.
- Вкладник(англ. Contributor): Повноцінна робоча група, з правами голосу щодо стандартів.
- Некомерційна(англ. Non-Profit): Повноцінна робоча група. Доступна для реєстрації некомерційних організацій.
- Академічний(англ. Academic): Повноцінна робоча група. Доступна для акредитованих навчальних закладів.
- Асоційований(англ. Associate): Повноцінна робоча група. Доступна для компаній за штатом до 100 працівників.
- Індивідуальний(англ. Individual): Доступна тільки за запрошенням.
- Зв'язаний(англ. Liaisons)[4].

## Виноски
1. ↑  https://www.khronos.org/about
2. ↑  Khronos Press Release: OpenGL ARB to Pass Control of OpenGL Specification to Khronos Group [Архівовано 3 травня 2008 у Wayback Machine.]
3. ↑  Khronos Releases OpenGL 3.0 Specifications to Support Latest Generations of Programmable Graphics Hardware. Архів оригіналу за 13 серпня 2008. Процитовано 12 серпня 2008.
4. ↑  Архівована копія. Архів оригіналу за 29 січня 2022. Процитовано 29 січня 2022.{{cite web}}:  Обслуговування CS1: Сторінки з текстом «archived copy» як значення параметру title (посилання)